# Misson
Misson (en francès Misson) és un municipi francès situat al departament de les Landes i a la regió de la Nova Aquitània.

## Demografia
| 1962                                       | 1968 | 1975 | 1982 | 1990 | 1999 | 2007 |
| ------------------------------------------ | ---- | ---- | ---- | ---- | ---- | ---- |
| 729                                        | 739  | 663  | 611  | 607  | 628  | 706  |
| Des de 1962: població sense dobles comptes |      |      |      |      |      |      |

## Administració
| Període   | Identitat        | Partit |
| --------- | ---------------- | ------ |
| 1989-2001 | Joseph Lasserre  | PCF    |
| 2001-     | Bernard Magescas | PCF    |